# KkStB Class 270
A kkStB Class 270 foi uma locomotiva a vapor que prestou serviço para a Ferrovia Estatal Imperial Real Austríaca (k.k. österreichische Staatsbahnen) KkStB. Estas locomotivas prestaram serviço na Áustria, Hungria e Albânia.

## Literatura
- Heribert Schröpfer, Triebfahrzeuge österreichischer Eisenbahnen - Dampflokomotiven BBÖ und ÖBB, alba, Düsseldorf, 1989, ISBN 3-87094-110-3
- Dieter Zoubek, Erhaltene Dampflokomotiven in und aus Österreich, Eigenverlag, 2004, ISBN 3-200-00174-7